# Разъезд 323 км
Разъезд 323 км — упразднённый разъезд в Карагандинской области Казахстана. Находился в подчинении городской администрации Жезказгана. Входил в состав Кенгирского сельского округа. Код КАТО — 351839906. Ликвидировано в 2010 г.

## Население
В 1999 году население разъезда составляло 35 человек (21 мужчина и 14 женщин). По данным переписи 2009 года, в разъезде проживало 18 человек (10 мужчин и 8 женщин).